# Jan van Genderen
Jan van Genderen (Goudriaan, 13 april 1923 – Apeldoorn, 23 maart 2004) was een Nederlands predikant en hoogleraar systematische theologie aan de Theologische Universiteit van de Christelijke Gereformeerde Kerken te Apeldoorn.

## Leven en werk
Van Genderen studeerde te Apeldoorn en later te Utrecht, waar hij dogmageschiedenis als hoofdvak koos en promoveerde op een dissertatie over prof. ds. Herman Witsius (1636-1708). Na zijn studie werd hij assistent van prof. dr. Johannes Severijn (1883-1966). In 1948 werd hij predikant te Zutphen. 
Van 1954 tot 1993 was hij hoogleraar in de dogmatische vakken aan de Theologische Universiteit van de Christelijke Gereformeerde Kerken te Apeldoorn. Zijn bekendste boek is de Beknopte gereformeerde dogmatiek, dat hij samen met prof. dr. Willem Velema schreef.
Van Genderen trouwde te Haarlem op 11 november 1948 met Boukje Bijleveld (1926), zus van de bestuurder en predikant ds. Berend Bijleveld (1922-1994). Hij overleed te Apeldoorn op een leeftijd van tachtig jaar.

## Publicaties
- (1975). Confessie en theologie. Kampen.
- (1977). De continuïteit van geloof en kerk. Kampen.
- (1983). Verbond en verkiezing. Kampen.
- (1988). Gerechtigheid als geschenk. Gedachten over de rechtvaardiging door het geloof. Kampen.
- (1992). Beknopte gereformeerde dogmatiek (met prof. dr. W.H. Velema). Kampen.
- (1993). Naar de norm van het Woord. Kampen.
- (1994). De nieuwe hemel en de nieuwe aarde. Kampen.
- (1996). Oriëntatie in de dogmageschiedenis. Zoetermeer.
- (1997). Van doxa tot doxologie. In: Onthullende woorden. Opstellen aangeboden aan prof. dr. J. de Vuyst. Leiden.
- (1997). Brunner en de kerk. In: Om de Kerk. Opstellen aangeboden aan prof. dr. W. van ’t Spijker. Leiden.

- Bibsys: 12063954
- Gemeinsame Normdatei: 119231441
- International Standard Name Identifier: 0000 0000 3162 7405
- Library of Congress Control Number: n93027191
- Nederlandse Thesaurus van Auteursnamen: 067800599
- Système universitaire de documentation: 11894388X
- Virtual International Authority File: 58286957
- WorldCat: E39PBJp69BDbqtPC6Gbygrt7pP